# 大話西遊3 (電影)
《大話西遊3》原名《大話西遊終結篇》，為劉鎮偉執導的電影，於2015年7月開拍。適逢2015年為《大話西遊》上映後第20年，導演決定開拍第3部，由韓庚、唐嫣、吳京、張瑤、張超、黃征主演，並且請來莫文蔚繼續飾演白晶晶一角。

## 劇情
在前作中死在牛魔王叉下的紫霞仙子，通過月光寶盒預先看到自己的死亡，以及孫悟空悔恨終身的下場，於是為了避免這樣的慘劇發生，曾經相信命由天定的她，決定改變命運。
她選擇回到從前不讓至尊寶愛上自己，她帶著至尊寶找到了白晶晶，想讓至尊寶跟白晶晶復合，還收白晶晶和春三十娘為徒，但沒想到至尊寶已經徹底愛上紫霞仙子，完全不承認他喜歡過白晶晶。後來紫霞仙子想到在未來她沒嫁給牛魔王，為了改變命運，她決定嫁給牛魔王，便離開至尊寶。
至尊寶為了找尋紫霞仙子流浪到沙漠裡，遇到了在前作裡，觀音菩薩與孫悟空打鬥的那一幕；原來孫悟空因為受不了囉嗦的唐僧，聯合牛魔王要吃了唐僧，被觀音菩薩發現，於是被觀音菩薩追趕三天三夜。期間見到了青霞仙子，青霞仙子把月光寶盒交給孫悟空，要助他逃跑，後來月光寶盒被唐僧偷走，於是孫悟空便被觀音菩薩發現了。孫悟空與觀音菩薩打鬥一番後不敵，被觀音菩薩收服，並交給玉帝，沒想到玉帝此時竟然將孫悟空給放出來。
原來六耳彌猴當年成仙進入天庭，被玉帝指派去護送給如來佛祖做燈芯的一對孿生仙女，也就是青霞和紫霞仙子。六耳彌猴愛上青霞仙子，化名為秦祥林熱烈追求，與之有一段情（還懷有兒子，但六耳彌猴本人不知），後來青霞仙子與秦祥林（六耳獼猴）這段不被允許的愛情被發現，正當六耳獼猴因觸犯天條將被處死之際，卻被玉帝偷偷放掉了。
話說當年玉帝錯寫天書：天書上說孫悟空會助唐僧取經，但事實上孫悟空（也就是至尊寶）在唐僧出現五百年後才誕生，因天書不能更改，玉帝為此苦惱不已；於是玉帝突然靈機一動，將六耳獼猴逐出天庭，要他冒充一千年後才會出現的孫悟空；而青霞仙子則連累了妹妹，被玉帝懲罰貶入凡間並共用肉體，而青霞仙子的兒子則落入凡間，變成一千年後春三十娘跟二當家的兒子，後又被玉帝用月光寶盒送到五百年前，變成唐僧。
當六耳彌猴得悉他與青霞之子是唐僧後，與玉帝達成協議，決心陪伴兒子唐僧取經，完成任務後和青霞仙子共諧連理。

## 角色
| 演員   | 角色               |
| 韓 庚  | 至尊寶             |
| 韓 庚  | 六耳獼猴（秦祥林） |
| 唐 嫣  | 紫霞仙子           |
| 唐 嫣  | 青霞仙子           |
| 吳 京  | 唐僧               |
| 張 瑤  | 牛香香             |
| 張 超  | 牛魔王             |
| 黃 征  | 玉帝               |
| 謝 楠  | 鐵扇公主           |
| 王一博 | 紅孩兒             |
| 莫文蔚 | 白晶晶             |
| 鍾欣潼 | 春三十娘           |
| 胡 靜  | 觀音               |
| 何 炅  | 二郎神             |
| 飛 兒  | 白蛇精             |
| 曹承衍 | 猪八戒             |
| 周藝軒 | 沙悟凈             |
| 杜 娟  | 螳螂精             |
| 柴 格  | 黃曉明             |
| 元 奎  | 月老               |
| 王新剛 | 托塔天王           |

## 電影歌曲
| 曲別 | 歌名     | 演唱者 | 作詞   | 作曲   |
| 歌曲 | 一生所愛 | 韓庚   | 唐書琛 | 盧冠廷 |
| 插曲 | Only You | 吳京   |        |        |

## 獎項及提名
| 獎項                           | 類別           | 名字      | 結果 |
| 第八屆澳門國際電影節           | 最佳女主角     | 唐嫣      | 提名 |
| 第八屆澳門國際電影節           | 最佳女配角     | 莫文蔚    | 提名 |
| 第八屆澳門國際電影節           | 最佳編劇       | 劉鎮偉    | 提名 |
| 第23屆香港電影評論學會大獎     | 最佳編劇       | 劉鎮偉    | 提名 |
| 第八届金扫帚奖                 | 最令人失望導演 | 劉鎮偉    | 獲獎 |
| 第八届金扫帚奖                 | 最令人失望影片 | 大話西遊3 | 提名 |
| 2016年中美電影節金天使頒獎典禮 | 金天使獎電影   | 大話西遊3 | 獲獎 |
| ------------------------------ | -------------- | --------- | ---- |

## 票房
中国大陆首日以逾4000萬稱冠，首周5天累計2.51億成為當週票房冠軍。次週進帳超過8700萬，累計接近3.4億蟬聯冠軍。自開畫以後，連續15日成為中國內陸單日票房冠軍，最終成績為3.6億人民幣。
| 上一届： 《星际迷航3：超越星辰》 | 2016年中国内地一周票房冠军 第38-39周 | 下一届： 《从你的全世界路过》 |

## 外部連結
- Yahoo奇摩電影上《大話西遊3》的資料（繁體中文）
- 開眼電影網上《大話西遊3》的資料（繁體中文）
- 香港影庫上《大話西遊3》的資料（繁體中文）
- 豆瓣电影上《大話西遊3》的資料 （简体中文）
- 时光网上《大話西遊3》的資料（简体中文）
- 互联网电影数据库（IMDb）上《大話西遊3》的资料（英文）